# Suzanne Lenglen
Suzanne Rachel Flore Lenglen (Parijs, 24 mei 1899 – aldaar, 4 juli 1938) was een tennisspeelster uit Frankrijk.

## Loopbaan
Lenglen behaalde vele successen van 1919 tot 1926. Zo won zij in totaal 34 grandslamtitels alle behaald op Roland Garros en Wimbledon zowel in het enkelspel (12x) als in het vrouwendubbelspel (12x) en het gemengd dubbelspel (10x). Zij was een flamboyant atlete en werd de eerste tennisspeelster met de status van een internationale beroemdheid. De Franse pers noemde haar La Divine (de goddelijke).
De trofee waar de vrouwen tijdens het toernooi van Roland Garros om strijden is naar haar vernoemd; de Coupe Suzanne-Lenglen. Ook draagt een tennisbaan op Roland Garros haar naam; het Court Suzanne-Lenglen.
In juni 1938 maakte de Franse pers bekend dat bij Lenglen leukemie was vastgesteld. Drie weken later werd zij blind. Zij overleed kort hierna, op 39-jarige leeftijd, en werd begraven op het Cimetière de Saint-Ouen in Saint-Ouen nabij Parijs.
In 1978 werd zij opgenomen in de internationale Tennis Hall of Fame.

## Prijzen

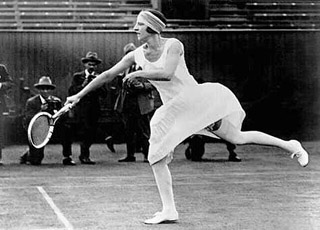
Ondanks haar flamboyant en soms controversieel optreden op de baan, stond Suzanne Lenglen ook bekend als een elegant speelster.

| Olympisch goud  | 1920 (enkelspel en gemengd dubbelspel)                        |
| Olympisch brons | 1920 (vrouwendubbelspel)                                      |
| Roland Garros   | 1920, 1921, 1922, 1923, 1925, 1926 (enkelspel)                |
| Roland Garros   | 1920, 1921, 1922, 1923, 1925, 1926 (vrouwendubbelspel)        |
| Roland Garros   | 1914, 1920, 1921, 1922, 1923, 1925, 1926 (gemengd dubbelspel) |
| Wimbledon       | 1919, 1920, 1921, 1922, 1923, 1925 (enkelspel)                |
| Wimbledon       | 1919, 1920, 1921, 1922, 1923, 1925 (vrouwendubbelspel)        |
| Wimbledon       | 1920, 1922, 1925 (gemengd dubbelspel)                         |

## Resultaten grandslamtoernooien
| Legenda | Legenda                          |
| ------- | -------------------------------- |
| g.t.    | geen toernooi gehouden           |
| l.c.    | lagere categorie                 |
| –       | niet deelgenomen                 |
| G       | uitgeschakeld in de groepsfase   |
| 1R      | uitgeschakeld in de eerste ronde |
| 2R      | uitgeschakeld in de tweede ronde |
| 3R      | uitgeschakeld in de derde ronde  |
| 4R      | uitgeschakeld in de vierde ronde |
| KF      | uitgeschakeld in de kwartfinale  |
| HF      | uitgeschakeld in de halve finale |
| F       | de finale verloren               |
| W       | het toernooi gewonnen            |
| w-v     | winst/verlies-balans             |

### Enkelspel
| Toernooi        | 1914 |   | 1919 | 1920 | 1921 | 1922 | 1923 | 1924 | 1925 | 1926 |
| --------------- | ---- | - | ---- | ---- | ---- | ---- | ---- | ---- | ---- | ---- |
| Australian Open | –    | – | –    | –    | –    | –    | –    | –    | –    |      |
| Roland Garros   | F    | – | W    | W    | W    | W    | –    | W    | W    |      |
| Wimbledon       | –    | W | W    | W    | W    | W    | HF   | W    | 3R   |      |
| US Open         | –    | – | –    | –    | –    | –    | –    | –    | –    |      |

### Vrouwendubbelspel
| Australian Open | – | – | – | – | – | – | – | – |
| Roland Garros   | F | – | W | W | W | W | W | W |
| Wimbledon       | – | W | W | W | W | W | W | – |
| US Open         | – | – | – | – | – | – | – | – |

### Gemengd dubbelspel
| Australian Open | – | – | – | – | – | – | – |
| Roland Garros   | W | W | W | W | W | W | W |
| Wimbledon       | – | W | – | W | – | W | – |
| US Open         | – | – | – | – | – | – | – |